# Elaphoglossum madidiense
Elaphoglossum madidiense är en träjonväxtart som beskrevs av M. Kessler och Mickel. Elaphoglossum madidiense ingår i släktet Elaphoglossum och familjen Dryopteridaceae. Inga underarter finns listade.